# Annus Mirabilis (John Dryden)
Annus Mirabilis, the Year of Wonders, 1666 is een werk van de Engelse dichter John Dryden uit 1667. Dryden schreef het gedicht in Charlton, Wiltshire, waar hij naartoe was gegaan om te ontsnappen aan de Pestepidemie in Londen.
Het gedicht telt 1216 regels, verdeeld over 304 kwatrijnen in tienlettergrepige regels met het rijmschema abab. De eerste tweehonderd kwatrijnen gaan over de voortdurende zeeoorlogen tussen Engeland en de Republiek der Zeven Verenigde Nederlanden, achtereenvolgens de Slag bij Lowestoft, de Vierdaagse Zeeslag en de Tweedaagse Zeeslag. Het daaropvolgende deel gaat over de Grote brand van Londen.
'Annus Mirabilis' (Het jaar der wonderen) behandelt een periode van grote rampspoed, waarin de oorlogen met de Nederlanden, de pestepidemie en de grote brand vele slachtoffers eisten. De titel getuigt echter van een positieve insteek: het had veel erger kunnen zijn. De zeeslagen met de Nederlanders werden voor een deel gewonnen, ondanks de grote brand werd het vuur gestuit en de stad gered. De na de Engelse Burgeroorlog teruggekeerde koning Karel II zou de stad glorieus laten herbouwen. Kortom, God had het land van de ondergang gered.

## Opmerkingen
De 20e-eeuwse Engelse dichter Philip Larkin schreef een gedicht met dezelfde titel.
Annus mirabilis is ook een veelgebruikte term voor Einsteins wonderjaar.
In een variant op de titel sprak koningin Elizabeth II in 1992 in een toespraak over haar Annus horribilis (een verschrikkelijk jaar), daarmee verwijzend naar enkele minder aangename gebeurtenissen in haar familie, waaronder diverse scheidingen en een brand in Windsor Castle.